# Comissió Hallstein

Insígnia de la Unió Europea

La Comissió Hallstein és la Comissió Europea presidida pel polític alemany Walter Hallstein que va estar en el càrrec entre el 7 de gener de 1958 i el 20 de juny de 1967.

## Nomenament
Aquesta fou la primera Comissió de la Comunitat Econòmica Europea (CEE]) i va iniciar el seu mandat el 7 de gener de 1958, sent presidida per Hallstein en dos mandats consecutius.
Inicià els seus treballs en favor de la política agrària comuna. Fou substituïda per la Comissió Rey, que aglutinà sota un mateix òrgan les comissions de la CEE, de la Comunitat Europea del Carbó i de l'Acer (CECA) i de la Comunitat Europea de l'Energia Atòmica (EURATOM).

## Llista de Comissaris
La taula següent indica el nombre de comissaris segons la seva alineació política:
| Afiliació   | Esquerra (PSE) | Centre (ALDE) | Dreta (PPE-DE) | Independents |
| Hallstein I | Tres           | Un            | Cinc           | Cap          |
| Hallstein I | Tres (Tres)    | Un (Un)       | Quatre (Tres)  | Un (Dos)     |

en parèntesi el resultat després de realitzar una modificació en la comissió

### Comissió Hallstein I
Comissió en servei entre el 7 de gener de 1958 i el 9 de gener de 1962. Composta de 9 comissaris, 2 per part de la República Federal d'Alemanya, França i Itàlia i 1 per part de Luxemburg, Bèlgica i els Països Baixos.
| Cartera                                        | Comissari            | Estat         | Partit Polític |
| ---------------------------------------------- | -------------------- | ------------- | -------------- |
| President                                      | Walter Hallstein     | Alemanya      | CDU            |
| Vicepresident; Agricultura                     | Sicco L. Mansholt    | Països Baixos | PvdA           |
| Vicepresident; Assumptes Econòmics i Financers | Robert Marjolin      | França        | cap / SFIO     |
| Vicepresident; Mercat Interior                 | Piero Malvestiti     | Itàlia        | DC             |
| Desenvolupament                                | Robert Lemaignen     | França        | cap            |
| Relacions Exteriors                            | Jean Rey             | Bèlgica       | PRL            |
| Competència                                    | Hans von der Groeben | Alemanya      | cap            |
| Assumptes Socials                              | Giuseppe Petrilli    | Itàlia        | cap            |
| Transport                                      | Michel Rasquin       | Luxemburg     | LSAP           |

Remodelacions
| Cartera           | Comissari            | Estat     | Partit Polític |
| ----------------- | -------------------- | --------- | -------------- |
| Mercat Interior   | Giuseppe Caron       | Itàlia    | DC             |
| Assumptes Socials | Lionello Levi Sandri | Itàlia    | PSI            |
| Transport         | Lambert Schaus       | Luxemburg | CSV            |

### Comissió Hallstein II
Comissió en servei entre el 10 de gener de 1962 i el 30 de juny de 1967. Composta de 9 comissaris, 2 per part de la República Federal d'Alemanya, França i Itàlia i 1 per part de Luxemburg, Bèlgica i els Països Baixos.
| Cartera                                        | Comissari            | Estat         | Partit Polític |
| ---------------------------------------------- | -------------------- | ------------- | -------------- |
| President                                      | Walter Hallstein     | Alemanya      | CDU            |
| Vicepresident; Agricultura                     | Sicco L. Mansholt    | Països Baixos | PvdA           |
| Vicepresident; Assumptes Econòmics i Financers | Robert Marjolin      | França        | cap / SFIO     |
| Vicepresident; Mercat Interior                 | Giuseppe Caron       | Itàlia        | DC             |
| Desenvolupament                                | Henri Rochereau      | França        | independent    |
| Relacions Exteriors                            | Jean Rey             | Bèlgica       | PRL            |
| Competència                                    | Hans von der Groeben | Alemanya      | cap            |
| Assumptes Socials                              | Lionello Levi Sandri | Itàlia        | PSI            |
| Transport                                      | Lambert Schaus       | Luxemburg     | CSV            |

Remodelació
| Cartera         | Comissari                | Estat  | Partit Polític |
| --------------- | ------------------------ | ------ | -------------- |
| Mercat Interior | Guido Colonna di Paliano | Itàlia | independent    |